# Huibin Jang
Jang Ok-jeong (장옥정?, 張玉貞?), meglio nota come Huibin Jang (희빈 장씨?, 禧嬪 張氏?, Huibin JangssiLR, Hŭipin ChangssiMR; 3 novembre 1659 – 9 novembre 1701) è stata una regina consorte coreana, moglie del diciannovesimo re di Joseon, Sukjong, e madre del suo successore, Gyeongjong.
È ricordata nell'immaginario popolare per essere ascesa alla posizione di regina da quella ben più umile di dama di corte grazie alla sua bellezza e astuzia, e per essere stata condannata a morte con l'accusa di aver scagliato una maledizione fatale sulla regina Inhyeon.

## Biografia

### Primi anni
Nacque con il nome proprio di Jang Ok-jeong il 3 novembre 1659, la più giovane di quattro figli, due maschi e due femmine. Proveniva da una famiglia di traduttori del ceto medio appartenente al bon-gwan dei Jang di Indong, tra le più potenti del medio e tardo Joseon: il nonno paterno Jang Eung-in era un noto diplomatico in Cina durante il regno di Seonjo, mentre il nonno materno Yun Seong-rip era un funzionario anziano che si occupava di traduzioni dal giapponese. Quando suo padre Jang Hyeong, un vice-assistente all'Ufficio degli interpreti, morì nel 1669, venne cresciuta dallo zio Jang Hyeon.
Sia la data, sia le circostanze del suo ingresso a palazzo sono sconosciute, ma si suppone che abbia ottenuto un posto come dama di corte in giovane età attraverso gli agganci della sua famiglia con illustri appartenenti al partito Namin, in particolare la bisnonna del re Sukjong, la gran regina vedova Jangnyeol, della quale divenne dama di compagnia. Attirò l'attenzione del sovrano dopo la morte della sua prima consorte, la regina Ingyeong, nel 1680, suscitando la preoccupazione della regina madre Myeongseong, che la espulse da palazzo perché con la sua avvenenza e astuzia avrebbe potuto causare disordini nell'armonia della famiglia reale. Jang poté tornarvi solo alla morte della regina madre grazie all'intercessione della seconda consorte di Sukjong, la regina Inhyeon, che ne chiese la riammissione a palazzo tenendo in considerazione i desideri del marito.

### Regno
Divenne concubina di Sukjong nel 1686 con il rango di sug-won, ottenendo presto il completo ascendente su di lui e partorendo il principe Yi Yun nel novembre 1688. Dopo la nascita fu promossa a sog-ui e l'affetto di Sukjong per lei crebbe. Euforico, nominò Yun proprio figlio legittimo entro cento giorni. Jang ricevette invece il titolo di Huibin: bin era il rango più alto per una consorte reale, inferiore solo a quello della regina.
L'elevazione di Yun incontrò un'energica opposizione politica: il partito al potere, Noron, conscio che il partito Namin stesse usando la concubina per ottenere maggiore influenza, sostenne che la decisione fosse affrettata, poiché la regina Inhyeon era ancora giovane e in grado di dare alla luce un principe. Soprattutto, riconoscere Yun come legittimo lo rendeva a tutti gli effetti un figlio, seppur adottivo, della regina e, se questa in futuro avesse partorito un maschio, sarebbe stato comunque considerato il secondogenito e non il primo nella linea di successione. Il sovrano non diede ascolto alle proteste e, anzi, decise di deporre Inhyeon e privarla di tutti i suoi titoli per sostituirla con Jang. Inoltre, spogliò delle cariche tutti coloro che dissentivano, esiliando e condannandone anche alcuni alla morte. Jang ascese al trono il 13 maggio 1689, ricevendo la carica di signora del padiglione Daejojeon del Changdeokgung. La sua effettiva proclamazione avvenne però il 22 ottobre 1690, quasi un anno e mezzo più tardi, perché bisognava avvisare Qing che la regina era cambiata, e i tre anni di lutto per la morte della gran regina vedova Jangnyeol, defunta nel 1688, erano ancora in corso quando Jang ascese al trono. Suo figlio Yun diventò principe ereditario il 16 giugno 1690.
Il periodo d'oro di Jang durò soltanto cinque anni: nel 1694 il partito Noron tornò al potere e Sukjong la retrocesse di grado, richiamando a palazzo Inhyeon. Nonostante il partito Noron lo esortasse a condannarla a morte, il sovrano non poté farlo perché era la madre dell'erede al trono. Dopo la proclamazione di Inhyeon a regina, Jang riprese il titolo di Huibin e andò a risiedere nel padiglione Chuseondang del palazzo reale, continuando a vivere come concubina di Sukjong.

### Morte
Nell'agosto 1701, la regina Inhyeon si ricoprì di foruncoli e morì improvvisamente a 35 anni. Stando ai resoconti storici, nella notte della sua morte apparve in sogno a Sukjong accusando la concubina Jang di averla uccisa. Quando il re indagò in merito, trovò Jang e un gruppo di sciamane che gongolavano per la sua morte, vantandosi di averla maledetta nascondendo un feticcio nella sua stanza, il tutto per far sì che Jang riottenesse l'affetto del re. Secondo un altro resoconto contenuto negli Annali, fu Sukbin Choe, una concubina di Sukjong, ad informarlo che Jang aveva costruito un tempietto a ovest del Chuseondang per maledire la regina, nella cui camera vennero trovate ossa di passeri e topi sbriciolate. Tutte le persone coinvolte vennero condannate a morte, compresa Jang. Molti ministri si appellarono a Sukjong, chiedendogli di perdonarla, risparmiarla ed esiliarla per il bene del principe ereditario, ma il sovrano rimase fermo nella sua decisione e, anzi, emanò una legge che vietava alle concubine di diventare regine. Il giorno seguente, ordinò nuovamente a Jang di morire.

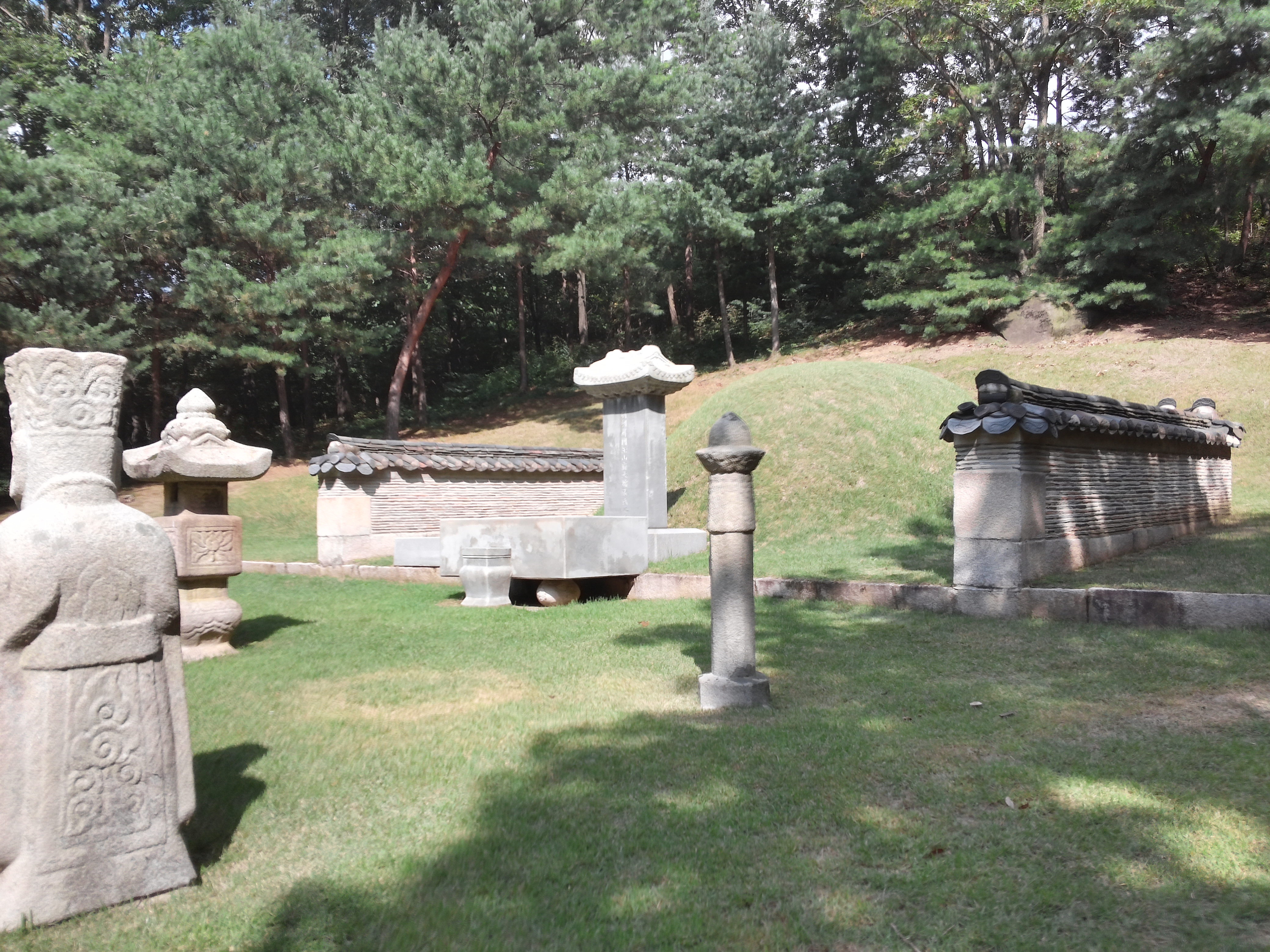
Tomba.

Le circostanze esatte del suo decesso sono sconosciute, ma si ritiene che sia morta per avvelenamento, autoinflitto oppure eseguito da un boia, nella notte tra il 9 e il 10 ottobre, all'indomani del secondo ordine datole da Sukjong. Secondo la leggenda, rifiutò di morire dignitosamente e i carnefici dovettero costringerla a bere il veleno con la forza. Ricevette funerali di Stato e Sukjong ordinò che si tenesse il lutto per tre anni, nonostante per le concubine fosse tradizionalmente di tre mesi, dopodiché venne sepolta nel villaggio di Injang della contea di Yangju (la futura città di Guri). La sua morte segnò la caduta del partito Namin.
Nel 1717, Sukjong venne informato che la posizione della tomba di Jang non era propizia secondo il feng shui. Dopo un anno di ricerche, venne trasferita nel villaggio Jinhae di Gwangju. Nel 1722, suo figlio Yun, salito al trono con il nome di Gyeongjong, le assegnò il titolo postumo di Oksan Budaebin; nel corso del proprio regno, cercò di elevarla a regina, ma non poté farlo a causa della legge emanata da suo padre. Nel 1970 la tomba di Jang venne spostata a Goyang, nel complesso Seooreung, dove sono conservati anche i feretri di Sukjong e delle sue tre regine. La sua lapide commemorativa si trova invece nel Chilgung, un tempio reale di Seul dedicato alle sette concubine che hanno dato alla luce alcuni dei futuri re di Joseon.

## Ascendenza
|                      |   |          | Genitori |  |  | Nonni |  |  | Bisnonni |  |  | Trisnonni   |  |
|                      |   |          |          |  |  |       |  |  | Jang Su  |  |  | Jang Se-pil |  |
|                      |   |          |          |  |  |       |  |  | Jang Su  |  |  | Jang Se-pil |  |
|                      |   | …        |          |  |  |       |  |  | Jang Su  |  |  |             |  |
| Jang Eung-in         |   |          |          |  |  |       |  |  | Jang Su  |  |  |             |  |
|                      |   | …        | …        |  |  |       |  |  |          |  |  |             |  |
|                      |   | …        | …        |  |  |       |  |  |          |  |  |             |  |
|                      |   | …        | …        |  |  |       |  |  |          |  |  |             |  |
| Jang Hyeong          |   | …        |          |  |  |       |  |  |          |  |  |             |  |
|                      |   | Park Sim | …        |  |  |       |  |  |          |  |  |             |  |
|                      |   | Park Sim | …        |  |  |       |  |  |          |  |  |             |  |
|                      |   | Park Sim | …        |  |  |       |  |  |          |  |  |             |  |
| Signora Park         |   | Park Sim |          |  |  |       |  |  |          |  |  |             |  |
|                      |   | …        | …        |  |  |       |  |  |          |  |  |             |  |
|                      |   | …        | …        |  |  |       |  |  |          |  |  |             |  |
|                      |   | …        | …        |  |  |       |  |  |          |  |  |             |  |
| Huibin Jang Ok-jeong |   | …        |          |  |  |       |  |  |          |  |  |             |  |
|                      | … | …        |          |  |  |       |  |  |          |  |  |             |  |
|                      | … | …        |          |  |  |       |  |  |          |  |  |             |  |
|                      | … | …        |          |  |  |       |  |  |          |  |  |             |  |
| Yun Seong-rip        | … |          |          |  |  |       |  |  |          |  |  |             |  |
|                      |   | …        | …        |  |  |       |  |  |          |  |  |             |  |
|                      |   | …        | …        |  |  |       |  |  |          |  |  |             |  |
|                      |   | …        | …        |  |  |       |  |  |          |  |  |             |  |
| Signora Yun          |   | …        |          |  |  |       |  |  |          |  |  |             |  |
|                      |   | …        | …        |  |  |       |  |  |          |  |  |             |  |
|                      |   | …        | …        |  |  |       |  |  |          |  |  |             |  |
|                      |   | …        | …        |  |  |       |  |  |          |  |  |             |  |
| Signora Byeon        |   | …        |          |  |  |       |  |  |          |  |  |             |  |
|                      |   | …        | …        |  |  |       |  |  |          |  |  |             |  |
|                      |   | …        | …        |  |  |       |  |  |          |  |  |             |  |
|                      |   | …        | …        |  |  |       |  |  |          |  |  |             |  |
|                      |   | …        |          |  |  |       |  |  |          |  |  |             |  |

## Nella cultura popolare
Huibin Jang è apparsa in numerose pellicole e serie televisive, incentrate prevalentemente sui suoi complotti spietati per diventare regina. È stata interpretata dalle seguenti attrici:
- Kim Ji-mee in Jang Huibin (1961)[19]
- Nam Jeong-im in Yohwa Jang ''Huibin'' (1968)[20]
- Youn Yuh-jung in Jang Huibin (1971)[20]
- Lee Mi-sook in Yeo-in-yeoljeon - Jang ''Huibin'' (1981)[20]
- Jun In-hwa in Joseon-wangjo obaengnyeon: Inhyeon wanghu (1988)[20]
- Jung Sun-kyung in Jang Huibin (1995)[20]
- Kim Hye-soo in Jang Huibin (2002)[20]
- Lee So-yeon in Dong-yi (2010)[20]
- Choi Woo-ri in In-hyeon wanghu-ui namja (2012)[21]
- Kim Tae-hee e Kang Min-ah in Jang Ok-jeong, sarang-e salda (2013)[20]
- Oh Yeon-ah in Daebak (2016)[22]